# Scende la pioggia (da un'ora)
Scende la pioggia (da un'ora) è un singolo di Serena Abrami e Max Gazzè, pubblicato il 27 maggio 2011 per la EMI.
Il brano è stato inserito nella riedizione di Lontano da tutto della Abrami, ripubblicato il 21 giugno 2011.

## Tracce
Download digitale
1. Scende la pioggia (da un'ora) - 3:23